# Willy-Brandt-Zentrum Jerusalem

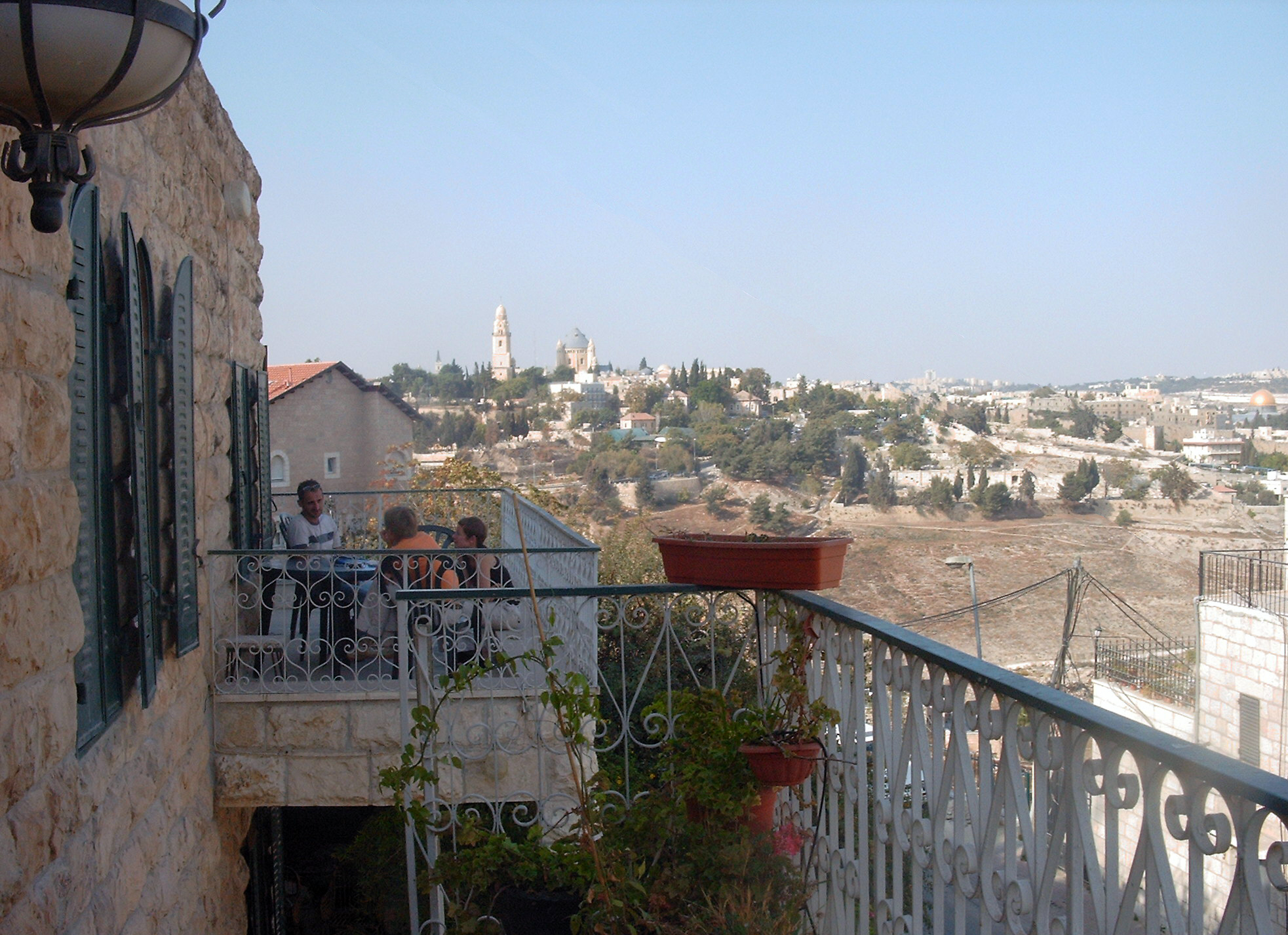
Das Willy Brandt Center mit der Altstadt von Jerusalem im Hintergrund.

Das deutsch-israelisch-palästinensische Willy Brandt Center Jerusalem (WBC) ist ein Zentrum der Begegnung und Verständigung zwischen jungen Menschen aus Israel, den palästinensischen Autonomiegebieten und Europa. Träger des WBC ist der Willy-Brandt-Zentrum e. V. mit Sitz in Berlin.

## Geschichte
Die Idee eines trilateralen Zentrums entstand bei den Jusos 1993, nachdem in Folge des Oslo-Friedensprozesses erste Kontakte in die palästinensischen Autonomiegebiete geknüpft wurden, die die traditionellen Beziehungen zu den israelischen Partnerorganisationen ergänzten. Nach Abschluss langwieriger Verhandlungen unterzeichneten Andrea Nahles (Jusos), Ofer Dekel (Mischmeret Tseʿirah schel Mifleget ʿAvoda) und Sabri Tomezi (Schabibet Fatah) sowie die weiteren Mitglieder der Delegationen am 9. April 1996 in Ramallah einen Vertrag. In diesem kamen die Jugendorganisationen der deutschen SPD, der Israelischen Arbeitspartei ʿAvoda und der „Bewegung zur nationalen Befreiung Palästinas“ Fatah überein, die Gründung eines gemeinsamen Zentrums in Jerusalem voranzutreiben, das den Namen Willy Brandts tragen sollte. Mit Seminaren, Veranstaltungen und einem lebhaften Jugendaustausch beteiligen sich die drei Gründungsorganisationen gemeinsam mit weiteren zivilgesellschaftlichen Verbänden und in Kooperation mit verschiedenen Stiftungen sowie dem deutsch-israelischen Jugendaustausch an der Arbeit des WBC.

## Ziviler Friedensdienst
Mit Mitteln des Bundesentwicklungsministeriums und in Zusammenarbeit mit dem Forum Ziviler Friedensdienst (Pro Peace) finden unter dem Dach des WBC seit 2000 Projekte des zivilen Friedensdienstes statt. Matthias Ries wurde als Friedensfachkraft nach Jerusalem entsandt, der dort ein erstes Büro eröffnete. Das WBC orientiert sich an den Ideen des Zivilen Friedensdienstes in Verbindung mit den Werten, die mit der Person Willy Brandts verbunden sind. „Ziel der Aktivitäten ist die Entwicklung von friedenspolitischen (Bildungs-)Konzepten als reale Handlungsalternativen zur Gewalt durch junge politische und gesellschaftliche Entscheidungsträger aus Deutschland, Israel und Palästina.“ Das WBC will Vertrauen und Solidarität zwischen engagierten jungen Menschen stärken und mit ihnen gemeinsam aktive Formen der Koexistenz basierend auf sozialer und politischer Gleichberechtigung entwickeln.
Drei Projekte sind unter dem Dach des WBC entstanden:
- Die Kooperation von Aktivisten aus der Mischmeret Tseʿirah, der Schabibet Fatah und der Tseʿirei Meretz, die als künftige Entscheidungsträger ihrer Zivilgesellschaften ein grenzüberschreitendes Netzwerk aufbauen, Verständnis für die andere Seite gewinnen und Methoden der Gewaltfreiheit kennenlernen.
- Die Jugendbildungsverbände Athad Schebab Alasetqelal, HaSchomer haZaʿir und Noʿar ʿOved, die dem International Falcon Movement (IFM-SEI) angehören, werden bei ihren Kooperationsaktivitäten unterstützt, damit sie die Idee einer Koexistenz auf Augenhöhe einer großen Zahl von Jugendlichen nahebringen können.
- Ein Netzwerk von freien Kulturschaffenden sowie Initiativen entwickelt mit Hilfe von Methoden der „social arts“ Projekte der Begegnung und der Friedenserziehung.

## Internationales Begegnungszentrum
Am 8. Oktober 2003 wurde das Begegnungszentrum durch die Bundestagsabgeordnete Kerstin Griese, den Knesset-Abgeordneten Jitzchak Herzog und Emile Jarjoui, Mitglied des Palästinensischen Legislativrates, eröffnet. Das Zentrum befindet sich in einem Haus auf der Grünen Linie im Jerusalemer Stadtteil Abu Tor, mitten im ehemaligen Niemandsland, das sich bis 1967 zwischen dem Ost- und Westteil Jerusalems erstreckte. Heutige Besitzerin des Hauses ist die Jerusalemer Center for International Encounters Ltd., eine gemeinnützige Tochtergesellschaft des Willy-Brandt-Zentrum e. V.

## Trägerverein
Der Förderverein Willy-Brandt-Zentrum Jerusalem e. V. wurde 1997 gegründet, um das im Jahr zuvor in Ramallah vertraglich begründete Willy Brandt Center in die Realität umzusetzen. Der gemeinnützige Verein ist Mitglied des Forum Ziviler Friedensdienst (Pro Peace). Zweck ist die Lobbyarbeit, die Beantragung von Projektmitteln, der Informationsaustausch sowie die Kontaktvermittlung zu europäischen, israelischen und palästinensischen Partnern und Institutionen. Dem Vorstand gehören als Vorsitzende Andrea Nahles, als stellvertretende Vorsitzende Steffen Göths und Michelle Reißmann sowie als weitere Mitglieder Micki Börchers, René Faust, Manon Luther, Karl Müller-Bahlke und Harald Schrapers an.

## Kontroverse
Nach einem Beschluss der Jusos zum Nahostkonflikt entzogen 2020 der parlamentarische Staatssekretär im Bundesjustizministerium Christian Lange und die Generalsekretärin der Deutsch-Israelischen Gesellschaft Michaela Engelmeier dem Zentrum ihre Unterstützung. Im Bundeskongress-Beschluss sei der Schabibet Fatah als sogenannte „Schwesterpartei“ ein Vetorecht über Juso-Beschlüsse eingeräumt worden, behauptete Engelmeier und kündigte ihre Fördermitgliedschaft im Willy-Brandt-Zentrum e. V. auf. Sie warf den Jusos vor, die Ausrichtung und das politische Wirken des Zentrums massiv zu Ungunsten der israelischen Seite verändert zu haben. Der Islamwissenschaftler Christoph Dinkelaker bezeichnete die Kritik an den Jusos in einem taz-Interview als „Ausdruck für die schrumpfenden Räume, in denen man sich [in Deutschland] zum Thema Israel-Palästina bewegen kann“.